# 紫线 (BART)
舊金山國際機場-密爾布瑞線（英語：SFO-Milbrae line），是美國舊金山灣區捷運系統的一條線路。在密爾布瑞站和舊金山國際機場站之間運營，該線路屬於無中間站的短程運輸。它與捷運系統其他五條主要線路中的兩條線路共享鐵路。舊金山國際機場-密爾布瑞線之前於2003年6月至2004年2月間運營過一段時間，並在2019年2月11日重啟運營。因這條線路在運營線路地圖上顯示為紫色，故舊金山灣區捷運系統已將其稱為“紫線”。

## 运营历史

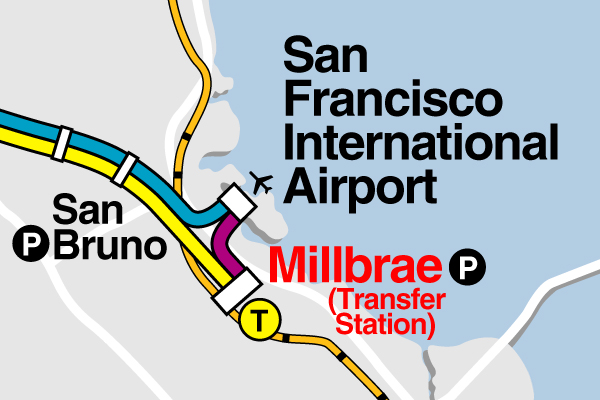
2003年捷運運營圖中顯示舊金山國際機場-密爾布瑞線（紫色）的細節。

当灣區捷運扩展到舊金山國際機場的线路段于2003年6月22日开通运营时，匹兹堡/湾角线已扩展到密爾布瑞站，而都柏林/普莱森顿线已扩展到旧金山国际机场站。舊金山國際機場-密爾布瑞線則在兩個終點站之間提供直接服務，當時該線每20分鐘運行壹次。 这条线路在2004年2月时中断运营。
在接下来的几年中，其他捷運线路在两个航站楼之间运营：到2005年9月12日为止，由里士满线（工作日）和匹兹堡/湾角线（夜间和周末）运营，然后由都柏林/普莱森顿线运营。 2008年1月1日，密尔布瑞和机场之间的直通运营服务中断，迫使乘客在圣布鲁诺站换乘。车站之间的直通运营服务而后于2009年9月14日恢复，作为匹兹堡/湾角线的延伸（夜间和周末运营）。
2018年6月24日，SamTrans开通SFO线 - 两个车站之间的专用巴士服务。与捷运服务不同，由于巴士路线的发车间隔不定时，可与经停密尔布瑞站的某些加州列车（Caltrain）相遇。
在2019年2月11日，灣區捷運恢复只来往于旧金山国际机场站和密尔布瑞站间的运营。在工作日（直到晚上9点）和星期日，这两个站点之间有专线列车（旧金山国际机场-密尔布瑞线）运营，在机场可换乘安条克-旧金山国际机场／密尔布瑞线列车。安条克-旧金山国际机场／密尔布瑞线在工作日夜间和周六继续在机场-密尔布瑞之间运营。 2020年2月10日，旧金山国际机场-密尔布瑞线开始在所有营业时间段运营，而安条克线则把国际机场站作为现行终点站。 周日旧金山国际机场-密尔布瑞线则与安条克线运营服务相接，在国际机场无需换乘。

## 车站列表
| 中文站名       | 车站图片 | 县         | 启用          | 连接线路 |
| -------------- | -------- | ---------- | ------------- | -------- |
| 舊金山國際機場 |          | 圣马特奥县 | 2003年6月22日 | █黄线    |
| 密爾布瑞       |          | 圣马特奥县 | 2003年6月22日 | █红线    |

## 发车间隔
因受2019冠状病毒病疫情影响，自2020年4月8日起，捷运局缩短运营时间。
开往旧金山国际机场：
| 日期       | 早上5时至早上6时 | 早上6点至早上7时 | 早上7时至晚上8时 | 晚上8點至晚上10點 | 晚上10點凌晨12點 |
| ---------- | ---------------- | ---------------- | ---------------- | ----------------- | ---------------- |
| 週一至週五 | 15分鐘           | 平均28.5分鐘     | 30分鐘           | 平均23分鐘        | 无               |
| 週六       | 无               | 无               | 20分鐘           | 20分鐘            | 无               |
| 週日       | 无               | 无               | 24分鐘           | 平均23分鐘        | 无               |

开往密爾布瑞：
| 日期       | 早上5时至早上6时 | 早上6点至早上7时 | 早上7时至晚上8时 | 晚上8點至晚上10點 | 晚上10點凌晨12點 |
| ---------- | ---------------- | ---------------- | ---------------- | ----------------- | ---------------- |
| 週一至週五 | 无               | 30分鐘           | 30分鐘           | 平均20分鐘        | 无               |
| 週六       | 无               | 无               | 20分鐘           | 20分鐘            | 无               |
| 週日       | 无               | 无               | 24分鐘           | 平均21.5分鐘      | 无               |

## 備註
1. ↑  首班车于08:01发车。
2. ↑  末班车于20:41发车。
3. ↑  首班车于08:10发车。
4. ↑  末班车于20:55发车。
5. ↑  首班车于06:41发车。
6. ↑  末班车于22:08发车。
7. ↑  首班车于09:46发车。
8. ↑  末班车于22:06发车。
9. ↑  首班车于09:03发车。
10. ↑  末班车于22:07发车。